# Sheriff (empresa)
Sheriff (en cirílico, Шериф) es un conglomerado empresarial privado con sede en Transnistria. Debido a que ningún país reconoce a Transnistria como estado independiente, la compañía está presente en la mayoría de negocios del territorio y ha influido de forma significativa en su desarrollo económico y político.

## Historia
La empresa fue fundada el 23 de junio de 1993 por Viktor Gushan e Ilya Kazmaly, antiguos miembros de los servicios secretos de la república soviética. Desde un principio, el grupo recibió ayudas del gobierno transnistrio para desarrollar sus negocios en distintos sectores de la economía como refinerías, grandes almacenes y la distribución de alimentos, bebidas alcohólicas y tabaco. La compañía logró una posición dominante en el mercado transnistrio debido a la situación política: Transnistria es un estado sin reconocimiento internacional que legalmente forma parte de Moldavia, pero actúa de forma independiente.
Con el paso del tiempo, Sheriff diversificó su negocio pero se mantuvo exclusivamente en Transnistria. En 1997 fundó su propio equipo de fútbol, el Sheriff Tiraspol, que se convirtió en la mayor potencia de la División Nacional de Moldavia. En 1998 abrió su primera gasolinera, la operadora de telecomunicaciones Interdnestrecom, y una constructora que se asumió casi todas las obras de infraestructuras regionales. Un año después creó una división editorial y un propio canal de televisión. En todo ese tiempo, también se convirtió en el distribuidor exclusivo para Transnistria de Mercedes-Benz y Mitsubishi.
En 2002, el grupo invirtió más de 200 millones de dólares en la construcción del Estadio Sheriff, el primer y único estadio moldavo que ha sido reconocido por la UEFA para encuentros internacionales. Dos años después se hizo con la agencia publicitaria AdAgency Klassika, abrió su propia compañía de telefonía móvil y anunció la construcción de un hotel de cinco estrellas en Tiráspol.

## Controversia
Debido a que ningún país ha reconocido a Transnistria como estado, Sheriff ha mantenido una estrecha vinculación con la clase política de la zona. El gobierno de Igor Smirnov (1991-2011) colaboró con los dirigentes de Sheriff para establecer un sistema económico que no les hiciese depender del resto de Moldavia, a cambio de subvenciones, reducciones de impuestos y concesiones de obras. Durante el gobierno de Smirnov, Sheriff se convirtió en la única compañía que podía importar productos del exterior y comerciar con otras divisas que no fueran el rublo transnistrio, lo que suponía un monopolio de facto sobre la economía nacional. Además, el hijo del primer presidente, Oleg Smirnov, ha sido directivo en la cúpula del conglomerado. Expertos en crimen organizado han señalado incluso que el ejecutivo transnistrio podría haber utilizado las actividades del grupo para blanquear dinero a través del contrabando, extremo que ha sido desmentido tanto por Sheriff como por el gobierno transnistrio.
En el 2000, Sheriff apoyó la creación de un partido opositor, Renovación (Obnovlenie), que apoyaba la independencia del estado y una economía de libre mercado, frente al modelo socialista seguido por el país. El cofundador del grupo empresarial, Ilya Kazmaly, fue uno de sus primeros parlamentarios. A pesar de que Smirnov les acusó de desestabilización, las buenas relaciones con el mandatario se mantuvieron. Desde 2005, Renovación ostenta la mayoría en el Consejo Supremo de Transnistria.
Durante el gobierno de Yevgueni Shevchuk, Sheriff mantuvo una posición dominante perdió parte de sus privilegios. Esto les llevó a apoyar a otro candidato, el exministro de Interior Vadim Krasnoselski, que resultó vencedor en las elecciones presidenciales de 2016.